# Mali i Miçanit
Mali i Miçanit är en bergstopp i Albanien.   Den ligger i prefekturen Qarku i Gjirokastrës, i den sydöstra delen av landet, 110 km söder om huvudstaden Tirana. Toppen på Mali i Miçanit är 1 561 meter över havet, eller 605 meter över den omgivande terrängen. Bredden vid basen är 8,2 km.
Terrängen runt Mali i Miçanit är kuperad åt sydväst, men åt nordost är den bergig.  
Trakten runt Mali i Miçanit består till största delen av jordbruksmark.  Runt Mali i Miçanit är det ganska glesbefolkat, med 24 invånare per kvadratkilometer.